# Desa Mokdale
Desa Mokdale är en administrativ by i Indonesien.   Den ligger i provinsen Nusa Tenggara Timur, i den sydöstra delen av landet, 1 900 km öster om huvudstaden Jakarta. Desa Mokdale ligger på ön Pulau Roti.